# MediaCoder
MediaCoder ist eine Software für Windows, um Audio-/Video-Dateien in Stapelverarbeitung zu transkodieren. Für Linux-Nutzer wird eine speziell für Wine optimierte Version zur Verfügung gestellt. Es verwendet einige Open-Source-Audio- und Video-Codecs und -Werkzeuge, um zwischen verschiedenen Formaten zu transkodieren, und hat viele darüber hinausgehende Funktionen wie etwa das Extrahieren von Audiospuren aus Videodateien. Es werden viele Formate unterstützt, darunter MP3, OGG Vorbis, AAC, Windows Media Audio, RealAudio, WAV, Xvid, DivX 4/5, MPEG-2, AVI, außerdem kann MediaCoder mit CD- und DVD-Datenträgern umgehen.

## Unterschied zu anderen Oberflächen für De-/Encoder
MediaCoder ist eine grafische Benutzeroberfläche für eine Sammlung an mitgelieferten Kommandozeilen-Tools, -Codecs und -Multiplexern. Im Gegensatz zu vergleichbaren Programmen macht das Programm weitaus mehr, als nur die einzelnen Tools zu starten und auf ihre Ausführung zu warten. MediaCoder schreibt „piped“ die Ausgabe der Decoder in die Eingabe der Encoder anstatt temporäre Dateien zu verwenden. Dies bedeutet, dass große Mengen an Dateien ohne extremen Speicherplatzverbrauch konvertiert werden können. Einige der mitgelieferten Tools wurden gepatcht, um diese zusätzlichen Fähigkeiten zu ermöglichen.

## Editionen
MediaCoder gibt es in mehreren Versionen, die zum Teil auf ganz spezielle Aufgabenbereiche zugeschnitten sind:
- Standard Edition: Hier sind diejenigen Codecs enthalten, welche am gebräuchlichsten sind und offene Standards implementieren, das heißt, es werden keine proprietären Formate unterstützt.
- Full Edition: Die vollständige Edition beinhaltet alle verfügbaren Codecs. Diese Konfiguration kann auch erreicht werden, in dem man die Standard-Edition als Basis nimmt und zudem das Extra Codec Pack installiert, das eine Unterstützung proprietärer Formate wie zum Beispiel Windows Media und RealVideo mit sich bringt.
- Audio Edition: Diese Edition kann als eine selbstständige Unterversion der Standard-Edition gesehen werden. Es sind alle unterstützten nicht proprietären Audio-Formate enthalten, aber keine Video-Formate. Wie auch in der Standard-Edition wird das Extrahieren der Lieder von CDs/DVDs unterstützt.
- Device Edition: Diese Version kann Audio- und Videodateien so aufbereiten, damit sie auf bestimmten Geräten optimal abspielbar sind. Es gibt vier Varianten dieser Edition, die jeweils für PSP, MP3-/MP4-Player, iPhone/iPod Touch oder Mobiltelefone optimiert sind.
- CLI Version: Von MediaCoder gibt es neben den vier „Editionen“ außerdem eine Kommandozeilen-Version, die der Umwandlung eines beliebigen Formates in ein anderes dient. Diese Version, die dem Einbau in eigene Anwendungen dient, muss anders als die Heimanwender-Editionen kostenpflichtig lizenziert werden.[2]

## Unterstützte Formate

### Audio
- MP3, Ogg Vorbis, AAC, AAC+, AAC+V2, Musepack, WMA, RealAudio, Dirac, Speex, AMR, mp3PRO
- FLAC, WavPack, Monkey’s Audio, OptimFROG, ALAC, WMA Lossless, WAV/PCM

### Video
- H.264, Xvid, DivX, MPEG-1/MPEG-2/MPEG-4, H.263, Flash Video, 3ivx, RealVideo, Windows Media, Theora, Dirac
- AVI, MPEG-2/VOB, Matroska, MP4, RealMedia, ASF/WMV, QuickTime, Ogg Media

### Datenträgerformate
- CD, VCD, DVD

### Sonstige
- Cuesheet

## Finanzierung
Es kann nur eine begrenzte Anzahl von Audiodateien zur Konvertierung angegeben werden („Eingeschränkter Batch-Modus“). Außerdem besteht nach Herstellerangabe ein Zwang zur Internet-Verbindung bei Programmstart. Eine Alternative ist der Kauf einer Premium-Ausgabe. Werbung für die Premium-Version wird an verschiedenen Stellen im Programm eingeblendet.
Die Installationsdateien transportieren Drittsoftware, die versehentlich mitinstalliert werden kann. Beim Beenden des Programms wird der Online-Shop Amazon geöffnet (Stand: März 2013).

## Kritik
MediaCoder verletzte die Urheberrechte mehrerer Open-Source-Projekte, darunter libavcodec und MPlayer.